# Atomaria affinis
Atomaria affinis är en skalbaggsart som först beskrevs av F.Sahlberg 1834.  Atomaria affinis ingår i släktet Atomaria, och familjen fuktbaggar. Enligt den svenska rödlistan är arten nära hotad i Sverige. Arten förekommer i Götaland, Svealand, Nedre Norrland och Övre Norrland. Artens livsmiljö är skogslandskap.